# Junost Minsk
Lo Yunost-Minsk (Юность-Минск) è una squadra di hockey su ghiaccio bielorussa. Nella sua storia ha conquistato sette titoli della Extraliga bielorussa e tre Continental Cup.

## Palmarès

### Competizioni nazionali
- Extraliga bielorussa: 7

2004, 2005, 2006, 2009, 2010, 2011 e 2016.
- Coppa di Bielorussia: 5

2005, 2010, 2011, 2014 e 2016.

### Competizioni internazionali
- IIHF Continental Cup: 3

2007, 2011 e 2018.